# Rifugio Treviso
Das Rifugio Treviso, vollständiger Name Rifugio Treviso in Val Canali, (deutsch Canalihütte) ist eine Schutzhütte der Sektion Treviso des Club Alpino Italiano (CAI) in der Palagruppe im Trentino. Die in der Regel von Anfang Juni bis Ende September geöffnete Hütte verfügt über 35 Schlafplätze sowie einen Winterraum mit 4 Betten.

## Lage und Umgebung
Die Schutzhütte liegt im oberen Canalital auf der orographisch linken Talseite auf 1630 m s.l.m. Am Rifugio Treviso führt der Dolomiten Höhenweges Nr. 2 vorbei. Sie ist Ausgangspunkt für Besteigungen in der südlichen Palagruppe.

## Geschichte
Die Schutzhütte wurde 1896 von der Sektion Dresden des Deutschen und Österreichischen Alpenvereins (DÖAV) errichtet und 1897 unter den Namen Canalihütte eingeweiht. Nach dem Ersten Weltkrieg ging die Hütte in den Besitz des Società degli Alpinisti Tridentini (SAT) über. 1921 übergab der SAT die Canalihütte, dem zahlreiche enteignete Hütten des DÖAV nach dem Anschluss des Trentino an das Königreich Italien vom italienischen Staat zugefallen worden waren und der Schwierigkeiten hatte den Erhalt der Hütten zu garantieren, der Sektion Treviso des CAI. Letzterer benannte die Hütte in Rifugio Treviso in Val Canali um. Im Jahr 2004 wurde sie renoviert und erweitert.

## Zugänge
- Von Cant de Gal, 1160 m ⊙ auf Weg 707 in 3 Stunden

## Nachbarhütten und Übergänge
- Zum Rifugio Pradidali, 2278 m ⊙ auf Weg 711, 709 in 5 Stunden
- Zum Rifugio Rosetta – „Giovanni Pedrotti“, 2581 m ⊙ auf Weg 707 in 5 Stunden
- Zum Bivacco Menegazzi, 1773 m ⊙ auf Weg 720 in 2 Stunden 30 Minuten